# بيت براون (كاتب)
بيت براون (بالإنجليزية: Pete Brown)‏ هو كاتب بريطاني، ولد في 28 نوفمبر 1968 في بارنسلي في المملكة المتحدة.